# Kingdom (zespół muzyczny)
Kingdom (kor. 킹덤; trb. kingdeom, zapis stylizowany: KINGDOM) – boysband z Korei Południowej należący do wytwórni GF Entertainment. Zadebiutowali 18 lutego 2021 roku, wydając minialbum History of Kingdom: Part I. Arthur.
Nazwa ich oficjalnego fanklubu to KINGMAKERS.

## Historia
Przed debiutem w zespole Kingdom Dann i Arthur byli członkami zespołu Varsity. Dann był także uczestnikiem programu Mix Nine stacji JTBC.
18 lutego 2021 roku grupa wydała swój debiutancki minialbum History of Kingdom: Part I. Arthur. Drugi minialbum History of Kingdom: Part II. Chiwoo ukazał się 1 lipca. 21 października został wydany trzeci minialbum History of Kingdom: Part III. Ivan. Ich czwarty minialbum History of Kingdom: Part IV. Dann pierwotnie miał mieć swoją premierę 17 marca 2022 roku, lecz ostatecznie został wydany 31 marca z powodu pozytywnego testu na obecność Covid-19 u dwóch członków – u Arthura i Mujina.
25 maja 2022 roku Chiwoo rozwiązał swój kontrakt z GF Entertainment powołując się na „powody osobiste” i opuścił grupę.
31 sierpnia 2022 roku ogłoszono, że do grupy dołączył nowy członek Hwon, który zadebiutuje w następnym wydawnictwie.

## Członkowie

### Obecni
| Pseudonim   | Pseudonim | Prawdziwe imię | Prawdziwe imię | Data urodzenia            | Pozycja                   |
| Latynizacja | Hangul    | Latynizacja    | Hangul         | Data urodzenia            | Pozycja                   |
| ----------- | --------- | -------------- | -------------- | ------------------------- | ------------------------- |
| Dann        | 단        | Jung Seung-bo  | 정승보         | 1 listopada 1997(dts)     | lider, główny wokalista   |
| Arthur      | 아서      | Jang Yun-ho    | 장윤호         | 15 kwietnia 2000(dts)     | wokalista, główny tancerz |
| Mujin       | 무진      | Ko Sung-ho     | 고성호         | 20 listopada 2000(dts)    | główny raper, wokalista   |
| Louis       | 루이      | Yang Dong-sik  | 양동식         | 8 kwietnia 2001(dts)      | wokalista                 |
| Ivan        | 아이반    | Park Yoo-sung  | 박유성         | 12 października 2001(dts) | główny wokalista          |
| Hwon        | 훤        | Shin Yeong-jun | 심영준         | 12 marca 2002             | wokalista                 |
| Jahan       | 자한      | Im Ji-hun      | 임지훈         | 1 sierpnia 2002(dts)      | wokalista, raper, maknae  |

### Byli
| Pseudonim   | Pseudonim | Prawdziwe imię | Prawdziwe imię | Data urodzenia       | Pozycja       |
| Latynizacja | Hangul    | Latynizacja    | Hangul         | Data urodzenia       | Pozycja       |
| ----------- | --------- | -------------- | -------------- | -------------------- | ------------- |
| Chiwoo      | 치우      | Guk Seung-jun  | 국승준         | 2 września 2002(dts) | raper, maknae |

## Dyskografia

### Minialbumy
| Rok                                            | Dane dot. albumu | Najwyższa pozycja | Sprzedaż      |
| Rok                                            | Dane dot. albumu | KOR               | Sprzedaż      |
| ---------------------------------------------- | --- | ----------------- | ------------- |
| 2021                                           | History of Kingdom: Part I. Arthur - Wydany: 18 lutego 2021 - Wytwórnia: GF Entertainment - Format: CD, digital download, streaming       | 46                | - KOR: 4144   |
| 2021                                           | History of Kingdom: Part II. Chiwoo - Wydany: 1 lipca 2021 - Wytwórnia: GF Entertainment - Format: CD, digital download, streaming        | 15                | - KOR: 11 376 |
| 2021                                           | History of Kingdom: Part III. Ivan - Wydany: 21 października 2021 - Wytwórnia: GF Entertainment - Format: CD, digital download, streaming | 14                | - KOR: 14 405 |
| 2022                                           | History of Kingdom: Part IV. Dann - Wydany: 31 marca 2022 - Wytwórnia: GF Entertainment - Format: CD, digital download, streaming         | 10                | - KOR: 43 500 |
| „–” oznacza, że wydawnictwo nie było notowane. | |                   |               |

### Single
- „Excalibur” (2021)
- „KARMA” (2021)
- „Black Crown” (2021)
- „승천” (2022)